# Liliana Gafencu
Liliana Gafencu (Bukarest, 1975. július 12. –) olimpiai bajnok román evezős.

## Pályafutása
1996 és 2004 között három olimpián vett részt. 1996-ban, 2000-ben és 2004-ben aranyérmet nyert társaival.

## Sikerei, díjai
- Olimpiai játékok – nyolcas
  - aranyérmes (3): 1996, Atlanta, 2000, Sydney, 2004, Athén